# Occidental Mindoro

Occidental Mindoro

Occidental Mindoro – prowincja na Filipinach w regionie MIMAROPA, położona w zachodniej części wyspy Mindoro oraz na wyspie Lubang.
Od wschodu graniczy z prowincją Oriental Mindoro, od północy i zachodu granicę wyznacza Morze Południowochińskie a od południa Morze Sulu. Powierzchnia: 5865,7 km². Liczba ludności: 421 592 mieszkańców (2007). Gęstość zaludnienia wynosi 71,9 mieszk./km².
Stolicą prowincji jest Mamburao.